# Apothekenkooperation
Apothekenkooperationen sind Zusammenschlüsse von Apotheken in Form eines Verbundes, die rechtlich und wirtschaftlich selbständig bleiben, aber die Gemeinschaft für verschiedene Services und Leistungen nutzen. Während einige Kooperationen ihre Stärken im Marketing sehen, zielen andere darauf, im Bereich Einkauf wirtschaftliche Vorteile zu erreichen oder den Vertrieb über das Internet zu forcieren. Apothekenkooperationen folgen dem Beispiel von Wertschöpfungs- oder Franchise-Partnerschaften anderer Branchen. Beispiele sind in der Unterhaltungselektronik (Electronic Partner) oder dem Einzelhandel (Edeka, Intersport, Obi) zu finden.

## Kooperationen in Deutschland
In Deutschland gibt es aktuell rund 40 Apothekenkooperationen mit insgesamt etwa 8000 Mitgliedern. Der Grund dafür liegt im zunehmenden preislichen Wettbewerb für apothekenpflichtige Arzneimittel im Apothekenmarkt. So konkurrieren immer mehr Versand- und Internetapotheken oder große Handelsketten durch die Vermittlung von Arzneibestellern an Versandapotheken mit den selbständigen Apotheken. Zudem haben sich die gesetzlichen Rahmenbedingungen verändert, etwa durch das Arzneimittelversorgungs-Wirtschaftlichkeitsgesetz (AVWG) und das Gesetzliche Krankenversicherungs-Wettbewerbsstärkungsgesetz (GKV-WSG). Davon sind auch die Apotheken betroffen, da nach geltender gesetzlicher Regelung in Deutschland jeder Apotheker nur maximal vier Apotheken betreiben darf. Daher suchen sie nach Möglichkeiten, um Qualität und Sicherheit der Gesundheitsversorgung auch zukünftig aufrechtzuerhalten und die Position ihrer Apotheke im Gesundheitssystem zu sichern.
Die Größe der einzelnen Apothekenkooperationen unterscheidet sich deutlich: Es gibt kleine Zusammenschlüsse, die unter 100 Apotheken vertreten und häufig regional arbeiten, sowie Verbünde mit mehr als 1000 Teilnehmern. Diese großen Kooperationen treten auch bundesweit auf. In den meisten Fällen zahlen die Apotheker eine monatliche Grundgebühr für die Teilnahme an Aktionen und die Inanspruchnahme von Marketingkonzepten.
Beispiele für große Kooperationen sind „MVDA“ (mit allein etwa 3600 Mitgliedern; Untergruppe: „Linda“, 700 Mitglieder im Jahr 2021), „WAVE“ (mit rund 2000 Mitgliedern), „gesund leben-Apotheken“ (mit rund 2.100 Mitgliedern im Jahr 2020), „mea – meine apotheke“ (Zusammenschluss von „mea – meine apotheke“ und „emk“ mit über 3.000 Mitgliedern im Jahr 2020)  und „parmapharm“ (Gesund-ist-bunt-Apotheken GIB, 320 Mitglieder im Jahr 2021). Die Mehrheit dieser auf Erhaltung der Selbständigkeit des Apothekers ausgerichteten Zusammenschlüsse sind allerdings vom Pharmagroßhandel initiiert; großhandelsunabhängig sind alleine der MVDA und parmapharm.

## Kooperationen in der Schweiz
In der Schweiz ist die Apothekenkooperation (dort spricht man von Apotheken-Gruppierungen) gleichfalls sehr ausgeprägt; 51 % der Apotheken sind dort in solchen Verbünden organisiert, 28 % in Ketten. In einigen Kooperationen präsentieren sich alle zugehörigen Apotheken mit einem gemeinsamen Marktauftritt, etwa „Rotpunkt Apotheke“, „WinConcept“ oder „TopPharm“.

## Europaweite Netzwerke von Apothekenkooperationen
Der Anstoß zu europäischen Apotheken-Netzwerken ist vom Pharmagroßhandel ausgegangen; erste europaweite Bündelungen ihres Kooperationsgeschäftes haben Alliance Healthcare und McKesson Europe (noch als Celsio) vorgenommen. Der Pharmagroßhändler Alliance Healthcare hat alle 7.200 kooperierenden Apotheken in zehn europäischen Ländern in Alphega umbenannt. Die auf die eigene Mutterfirma Phoenix Pharmahandel ausgerichtete Phoenix Pharmacy Partnership betreibt mehr als 2.800 eigene Apotheken in 14 Ländern, die länderspezifisch unter unterschiedlichen Markennamen wie BENU, Apotek 1, Rowlands Pharmacy, Help Net oder Goodwill firmieren und kooperiert mit fast 10.000 weiteren Apotheken.

## Kritik
Jörg G. Heinsohn kritisierte 2012, dass Apothekenkooperationen eine „klare Markenaussage“ fehle und es vielen „an Bekanntheit“ mangele.